# Wushu ai Giochi mondiali 2022 - Jianshu e Qiangshu maschile
La gara del jianshu e qiangshu maschile di wushu ai Giochi mondiali 2022 si è svolta il 12 e il 13 luglio 2022 a Birmingham.

## Risultati
| Rank | Atleta            | Nazione     | Jianshu | Qiangshu | Totale |
| ---- | ----------------- | ----------- | ------- | -------- | ------ |
| 1    | Brian Wang        | Stati Uniti | 9.523   | 9.503    | 19.026 |
| 2    | Barbarisi Alfonso | Italia      | 9.467   | 9.463    | 18.930 |
| 3    | Jason Chen-Leung  | Canada      | 9.430   | 9.300    | 18.730 |
| 4    | Samuel Mak        | Regno Unito | 9.240   | 9.443    | 18.683 |
| 5    | Benoit Denolle    | Francia     | 8.933   | 8.827    | 17.760 |
| 6    | Benjamin Muller   | Svizzera    | 8.390   | 8.693    | 17.083 |